# Montpellier Paillade Basket
Il Montpellier Paillade Basket era una società cestistica avente sede a Montpellier, in Francia.

## Storia
Fondata nel 1982 dopo la fusione tra AS Paillade e Juvignac, divenne la sezione cestistica del Montpellier Paillade Sport Club, dal quale si staccò nel 1989 assumendo tale denominazione. Da quell'anno e fino alla sua scomparsa, nel 2002, ha militato nella massima serie del campionato francese. A livello europeo prese parte alla Coppa Korać 1989-1990 superando il turno preliminare ma venendo poi battuta dalla Phonola Juvecaserta.

## Palmarès
- Coppa di Francia: 1

1966